# Видьяпати

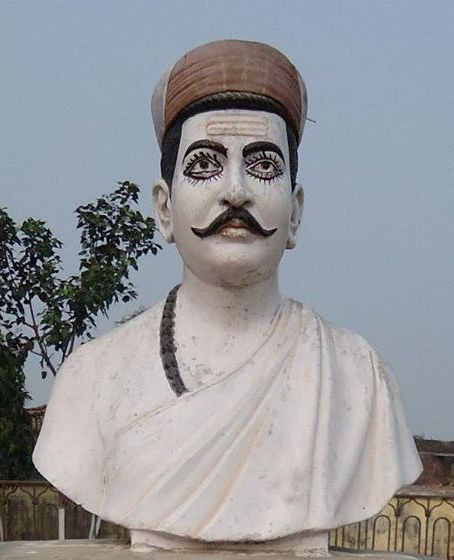

Видьяпати Тхакур (Биддепоти; 1352—1448) — крупный индийский кришнаитский поэт-лирик, писавший на майтхили и санскрите. Современник великого бенгальского поэта Чандидаса. 
Родился в деревне Бишпхи, что в современном округе Мадхубани штата Бихар, Индия. Происходил из брахманского рода. Отец и дед Видьпати по отцовской линии были министрами при дворе правителя Митхилы, которая в те времена была одним из важнейших культурных центров Индии. Видьяпати по праву рождения занял место придворного поэта и пользовался покровительством власть имущих.
Видьяпати писал на санскрите, апабхранше и на майтхили, который был его родным языком. Язык майтхили во времена Видьяпати был близок как к диалектам хинди, так и к бенгали. Впоследствии, стихи Видьяпати приобрели наибольшую популярность в соседней с Митхилой Бенгалии и стали частью бенгальской литературы. В XVI—XVII века кришнаитские бенгальские поэты признали Видьяпати родоначальником своей школы. В тот исторический период, поэты Бенгалии писали свои произведения на языке браджбули, который представлял собой смесь бенгали и майтхили.
Именно стихи на майтхили принято считать самым ценным в поэзии Видьяпати. Они делятся по тематике на кришнаитские и на составленные в честь Шивы и других индуистских богов. В кришнаитских стихах Видьяпати, подобно своему современнику Чандидасу, воспел любовь Кришны и его возлюбленной — пастушки Радхи. Стихи эти условно принято делить на циклы, названные по душевным состояниям Радхи: Радха страждующая; Радха — ревнующая; Радха, страдающая от разлуки, и т. д.

## Русские переводы
- Видьяпати. Песни любви. Из индийской средневековой лирики / Пер. С. Северцева; сост., подстрочный пер. с майтхили, вступ. ст. и прим. Ю. Цветкова. М.: Художественная литература, 1977. 254 с.
- Видьяпати Тхакур. Пурушапарикша. Испытание человека // Индийская средневековая повествовательная проза / Пер. с санскрита; сост. и предисл. П. Гринцера; комм. П. Гринцера и С. Серебряного. М.: Художественная литература, 1982. С. 269—307.
- Видьяпати. Испытание человека (Пуруша-парикша). М.: Наука, 1999. 256 с. (Серия: Литературные памятники).